# Calidris maritima
Calidris maritima là một loài chim trong họ Scolopacidae.

## Hình ảnh

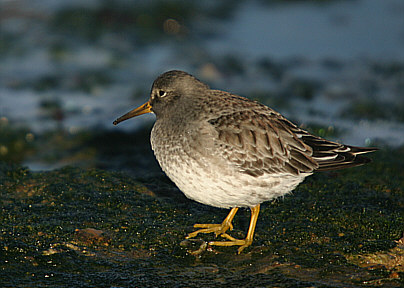
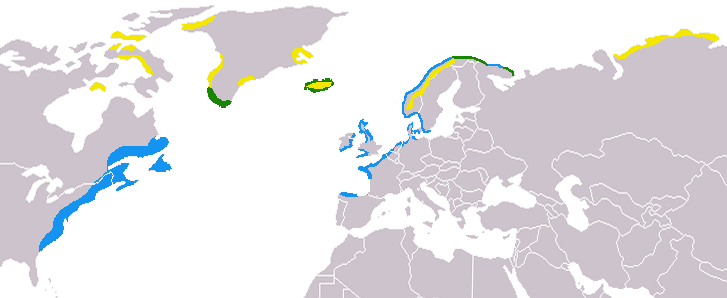
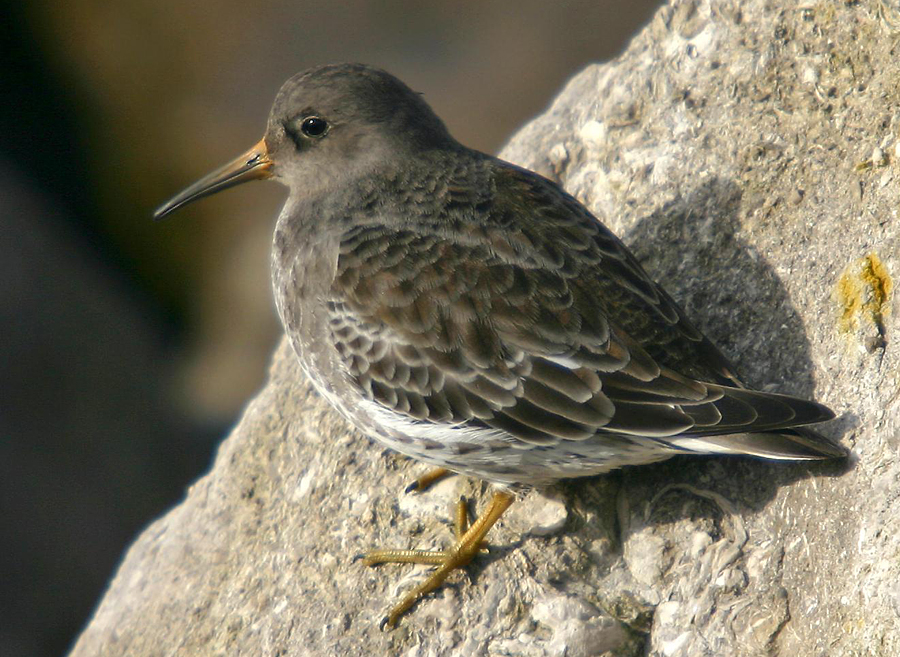
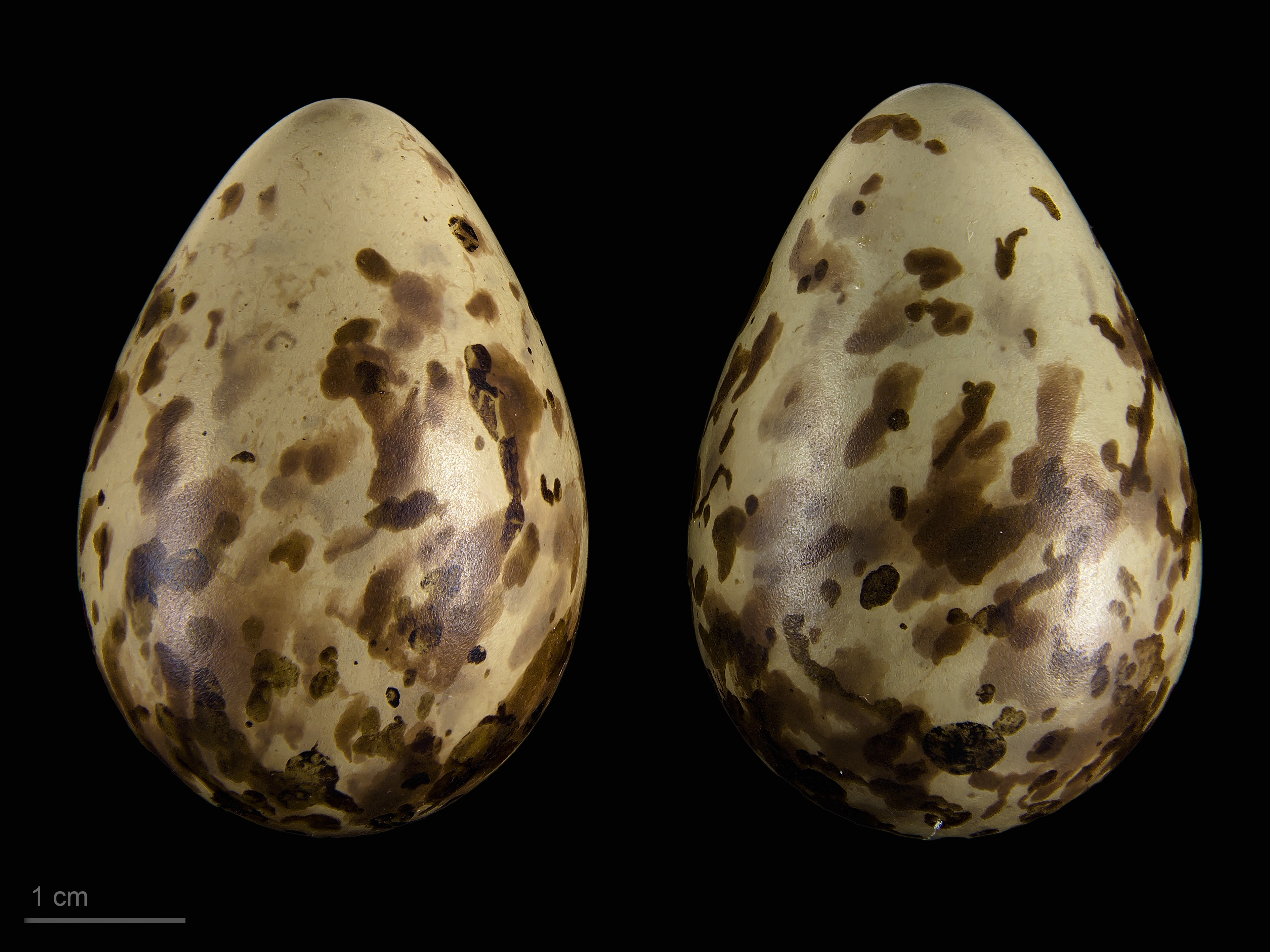
Museum specimen